# Express (группа)
Express — венгерская рок-группа, которая с 1976 по 1983 год была одной из наиболее популярных и самой продаваемой венгерской группой в СССР.

## История группы
В 1962 году учащиеся одной средней музыкальной школы Будапешта решили создать свой диксиленд-оркестр. В состав оркестра, который они назвали «XIII. kerületi Dixieland Band» («Диксиленд-бэнд 13-го района»), вошли Чаба Дудаш (Dudás Csaba, кларнет), Миклош Малек (Malek Miklós, труба), Ференц Кандьял (Kangyal Ferenc, барабаны) и Ференц Пуха (Puha Ferenc, банджо). В 1963 году они приняли участие в популярном телеконкурсе талантов «Ki mit tud?» и заняли 1-е место в номинации «лучшая группа». Музыканты стали востребованы и на следующий год совершили свой первый профессиональный тур по Венгрии, сопровождая известного мэтра венгерской эстрады Ласло Турана (Turán László), а также впервые посетили СССР. В 1964-65 годах солисткой их группы была Марика Кешмарки (Késmárky Marika), будущая лид-вокалистка группы «Dschinghis Khan». Вместе с ней они посетили Бельгию и Люксембург. Но в то время диксиленд-оркестры уже выходили из моды, уступая место группам, игравшим в стиле «бит» по типу «The Beatles». Поэтому в 1965 году музыканты решили сменить свой стиль исполнения и взяли себе новое название «Express» (в венгерской транслитерации «Expressz»). В составе команды появились бас-гитарист Аттила Шийе (Silye Attila) и клавишник Чаба Мадьяр (Magyar Csaba). Спустя год к ним присоединился вокалист Антал «Тони» Шоймош (Solymos Antal «Tóni»), до этого выступавший с другим диксиленд-оркестром «Benkó Dixiland Band», и классический состав группы сформировался полностью.
Во второй половине 60-х на венгерской рок-сцене доминировала тройка «Illés»-«Metro»-«Omega», которую называли «Святой Троицей». В отличие от этих классических бит-групп, «Express» активно использовала в своём творчестве элементы фанка и джаза и часто исполняла импровизации произведений таких американских исполнителей, как «Blood Sweat & Tears» и «Earth Wind & Fire». В 1968 году им удалось записать два первых хита: «Szállj, szállj, madár» и «Ó, egy kis csók», которые были каверами песен подобных американских групп. Ещё один хит, «Kislány vigyázz», появился в репертуаре группы в 1971 году. Также, чтобы стать ближе к слушателям, музыканты согласились аккомпанировать на концертах известным звёздам венгерской эстрады, первым из которых был Янош Коош (Koós János). В СССР пластинки Яноша Кооша выпускались с 1969 года, поэтому и «Express» был там хорошо известен. В 1971 году даже вышел их совместный альбом «Gulliver És A Hat Törpe». Помимо Яноша Кооша в 1967—1971 годах «Express» выступал с Дьёрдем Кордой, Петером Мате, Кати Ковач, Ласло Арадски, Палем Сечи и дуэтом Зараи-Вамоши. Группа путешествовала с этими популярными исполнителями по странам Восточной Европы и СССР и имела фантастический успех.
В 1972 году состав ансамбля изменился: ушли Ференц Пуха и Чаба Дудаш, и место саксофониста занял Паль Кальмус (Kalmusz Pál). Группа вышла из тени эстрадных звёзд и начала давать самостоятельные концерты, совершать национальные ORI-туры и зарубежные турне. Музыканты 9 раз принимали участие в радио-конкурсе «Tessék választani!» и 6 раз в «Made in Hungary», причём им 4 раза удавалось выйти в финал, и 2 раза они одерживали победу. В 1975 году «Express» заняла 1-е место на «Tessék választani!» с песней «Jöjj hozzám!», а в 1976 году — 1-е место на «Made in Hungary» с композицией «Drágám». Также в 1975 году группа получила музыкальную премию «Звезда года» на международном фестивале Music Week. К тому времени музыканты записали уже два десятка синглов, которые продавались сотнями тысяч экземпляров, однако менеджер лейбла Pepita Петер Эрдёш не разрешал им записать альбом, поскольку продолжал считать «Express» рядовой «группой сопровождения» и «выскочками, которые создали себе имя за чужой счёт». Уговорить Эрдёша выпустить альбом группы смог только Паль Кеслер, директор государственного концертного промоутера ORI, который сказал ему, что это один из лучших оркестров в Венгрии. В результате в 1977 году на лейбле Pepita был записан их альбом «Jöjj Hozzám», очередным хитом с которого стала композиция «A Harmonikás».
Однако первый диск-гигант группы вышел не в Венгрии, а в СССР. В 1976 году советская фирма грамзаписи «Мелодия» выпустила компиляцию из лучших песен группы под названием «Экспресс», а на следующий год вышла вторая компиляция «Экспресс 2». Эти пластинки получили в Советском Союзе бешеную популярность и продавались так быстро, что фирма «Мелодия» была вынуждена около 20-ти раз выпускать дополнительные тиражи каждой из них. В 1979 году аналогичную известность обрёл новый альбом группы «Серебряный Экспресс», переиздание второго венгерского альбома команды «Ezüst Express». В результате ВИА «Express» смог продать в СССР 8.5 миллионов экземпляров своих пластинок и вышел на первое место по этому показателю среди всех венгерских исполнителей. Безусловно, что на подобный выбор советских функционеров повлияло то обстоятельство, что из всех венгерских рок-групп «Express» была наиболее лояльной к существовавшей политической системе, а её участники имели хорошую репутацию и были членами Венгерского Комсомола. Они исполняли позитивные песни о любви, светлом будущем, мечтах и полётах в космос и практически ничем не отличались от «ручных» советских ВИА, разве что только пели на венгерском. Однако это длительное время вызывало раздражение у Петера Эрдёша, который так и не смог простить фирме «Мелодия» то, что она слишком активно продвигала альбомы «Express» в СССР. Когда в 1980 году «Мелодия» обратилась к лейблу Pepita с просьбой перевыпустить альбомы группы «Neoton Família», Петер ответил отказом, сказав: «Зачем? Ведь у вас уже есть Экспресс!»
С 1975 по 1983 год группа «Express» совершила множество туров по Советскому Союзу, выступая в самых разных городах от Москвы до Хабаровска, собирая огромные стадионы в Казахстане, Украине и Сибири. Также музыканты объездили все страны Восточного Блока и несколько раз давали концерты на Кубе, общее число данных группой концертов приближается к 8000. У себя на родине музыканты продали около 1 млн экземпляров пластинок и сделали 256 записей на венгерском радио, всего они исполнили 384 собственные песни и около 1200 песен при сопровождении других исполнителей. В 1983 году умер барабанщик Ференц Кандьял, и его заменил Чаба Дебрецени (Debreceni Csaba), ранее выступавший с группой «Bergendy». Последним альбомом, записанным при участии Ференца Кандьяла, стал «Időgép», известный в СССР под названием «Машина времени». После этого популярность группы постепенно начала снижаться, и в 1985 году «Express» снова стал «оркестром сопровождения», на этот раз знаменитого венгерского исполнителя и шоумена Гезы Хофи (Hofi Géza). Но несмотря на гарантированный доход, этот вариант недолго устраивал музыкантов, которые теперь зачастую даже не поднимались на сцену, играя из-за кулис или из оркестровой ямы. После записи альбома Гезы Хофи «Hofélia» в 1987 году группа «Express» завершила своё существование.

## Знаковые композиции
1968 — Ó, egy kis csók

1968 — Szállj, szállj, madár

1971 — Kislány, vigyázz

1972 — Ne félj semmit

1972 — Jani

1973 — Hull az elsárgult levél

1975 — Jöjj hozzám

1975 — Véletlen

1976 — Drágám

1977 — A harmonikás

1977 — Vártalak

1977 — Ahogy a két szemeddel nézel

1981 — Olyan jólesik

1985 — Rock and Roll Made in Hungary

## Дискография, альбомы
1970 — Поёт  Янош Коош, вокально-инструментальный ансамбль «Экспресс» (СССР, всесоюзная фирма «Мелодия», Д—028213-4) 

1976 — Экспресс (СССР) (СССР, всесоюзная фирма «Мелодия», С60—06823-4) 

1977 — Экспресс 2 (СССР) (СССР, всесоюзная фирма «Мелодия», С60-09353-4) 

1977 — Jöjj Hozzám 

1979 — Ezüst Express 

1979 — Серебряный «Экспресс» (СССР, всесоюзная фирма «Мелодия», С60-12689-90) 

1981 — Időgép 

1985 — Slágerexpress